# Cerkiew Narodzenia Najświętszej Maryi Panny w Opace Dużej
Cerkiew pod wezwaniem Narodzenia Przenajświętszej Bogurodzicy – prawosławna cerkiew filialna w Opace Dużej. Należy do parafii Podwyższenia Krzyża Pańskiego w Werstoku, w dekanacie Kleszczele diecezji warszawsko-bielskiej Polskiego Autokefalicznego Kościoła Prawosławnego.
Cerkiew znajduje się na prawosławnym cmentarzu.
Świątynię wzniesiono po 1950, poświęcono 21 września 1966. Budowla drewniana o konstrukcji wieńcowej, jednonawowa. Od frontu kruchta z zadaszonym wejściem. Prezbiterium mniejsze od nawy, zamknięte prostokątnie, z boczną zakrystią. Nad kruchtą wieża zwieńczona dachem namiotowym z baniastym hełmem. Nad nawą i prezbiterium blaszane dachy dwuspadowe.
W 2014 cerkiew została wyremontowana. Uroczystego poświęcenia obiektu dokonał 25 kwietnia 2015 metropolita warszawski i całej Polski Sawa.